# ピュリティ・リング
ピュリティ・リング (Purity Ring) は、カナダ・モントリオールを拠点とするシンセ・ポップデュオである。2010年結成。ボーカル担当のミーガン・ジェイムズ (Megan James) と、楽器担当のコリン・ロディック (Corin Roddick) の2人から成る。

## 来歴
元々は2人ともゴブル・ゴブル (Gobble Gobble) というバンドのメンバーでとして活動していたが、そのツアー中、コリンが曲作りを開始し、ミーガンにボーカルを依頼したことから、ピュリティ・リングとしての活動が始まった。2011年1月、初めての楽曲『Ungirthed』を発表。
2012年4月、名門インディー・レーベルである4ADと契約し、7月にデビュー・アルバム『Shrines』を発表。
批評家筋からは高い評価を集め、ピッチフォーク・メディアは本作を年間ベスト・アルバムランキングの第24位に、ステレオガムは第29位にそれぞれ選んだ。
同年7月、フジ・ロック・フェスティバルに初出演。
2013年9月、レディー・ガガの楽曲『アプローズ』のリミックスを発表。

## ディスコグラフィー

### アルバム
- Shrines (2012年) - 全米32位[3]
- Another Eternity (2015年)
- Womb (2020年)